# 배준영
배준영(裵俊英, 1970년 10월 21일~)은 대한민국의 정치인, 기업인이다. 제21·22대 국회의원이다.

## 학력
- 인천교육대학 부속국민학교 졸업
- 인천남중학교 졸업
- 선인고등학교 졸업
- 연세대학교 사회과학대학 정치외교학 학사
- 컬럼비아 대학교 대학원 국제관계학 석사
- 인하대학교 대학원 물류학 박사 과정 수료

## 경력
- 2025 5월~2025년 6월: 제21대 대통령 선거 국민의힘 김문수 대통령 후보 직속 지역균형발전특보단장
- 2025년 5월~2025년 6월: 제21대 대통령 선거 국민의힘 김문수 대통령 후보 인천 선거대책위원회 공동선대위원장
- 2024년 12월~: 국민의힘 제주공항 여객기 사고 수습 TF 위원
- 2024년 12월~2024년 12월: 국민의힘 원내대표 직무대행
- 2024년 10월~2024년 12월: 여야 민생·공통공약추진협의회 담당(국민의힘)
- 2024년 9월~: 국민의힘 호남동행 국회의원 발대식 명예의원(광주광역시)
- 2024년 9월~2024년 10월: 2024년 하반기 재보궐선거 국민의힘 인천광역시 강화군수 보궐선거 인천광역시당 통합선거대책위원회 공동선대위원장
- 2024년 9월~2024년 9월: 2024년 하반기 재보궐선거 국민의힘 인천광역시당 인천광역시 강화군수 보궐선거 공천관리위원회 위원
- 2024년 6월~2024년 6월: 제22대 국회 전반기 국민의힘 당 국회부의장 후보자 선출 선거관리위원회 위원장
- 2024년 6월~2024년 6월: 제22대 국회 전반기 국민의힘 당 상임위원장 후보자 선출 선거관리위원회 위원장
- 2024년 6월~2024년 6월: 국민의힘 원내대표 직무대행
- 2024년 5월~2024년 12월: 국민의힘 원내수석부대표
- 2024년 5월~2024년 5월: 국민의힘 사무총장
- 2024년 4월~2024년 5월: 국민의힘 사무총장 직무대행
- 2024년 4월 10일: 대한민국 제22대 국회의원 선거 당선(인천 중구·강화군·옹진군, 국민의힘, 재선)
- 2024년 3월~2024년 4월: 제22대 국회의원 선거 국민의힘 인천선거대책위원회 총괄선거대책위원장
- 2024년 3월~2024년 4월: 제22대 국회의원 선거 국민의힘 중앙선거대책위원회 경기-서울 리노베이션 특별위원회 위원장 겸 총괄선거대책본부 기획본부장
- 2024년 2월~2024년 3월: 국민의힘 경기-서울 리노베이션 태스크포크 위원장
- 2023년 11월~2024년 4월: 제22대 국회의원 선거 국민의힘 총선기획단 위원
- 2023년 11월~2023년 11월: 국민의힘 최고위원 선출을 위한 보궐선거 선거관리위원회 간사
- 2023년 10월~2024년 5월: 국민의힘 전략기획부총장
- 2023년 7월: 국민의힘 약자와의동행위원회 복지정책분과 위원
- 2023년 7월~2024년 6월: 국민의힘 인천광역시당 위원장
- 2023년 3월: 국민의힘 민생희망특별위원회 위원
- 2022년 12월~2023년 3월: 국민의힘 당대표 및 최고위원 선출을 위한 중앙당 선거관리위원회 위원
- 2022년 11월~2023년 3월: 국민의힘 민생경제안정특별위원회 위원
- 2022년 6월~2022년 10월: 국민의힘 물가민생안전특별위원회 위원
- 2022년 4월~2022년 5월: 제8회 전국동시지방선거 국민의힘 인천광역시당 공천관리위원회 위원장
- 2022년 3월~2022년 5월: 제20대 대통령직인수위원회 지역균형발전특별위원회 위원
- 2021년 12월~2022년 1월: 제20대 대통령 선거 국민의힘 인천을 살리는 선거대책위원회 선거대책위원장단 총괄선거대책위원장 겸 선거대책본부 선거대책본부장
- 2021년 12월: 국민의힘 지역균형발전특별위원회 위원
- 2021년 7월~2022년 7월: 국민의힘 인천광역시당 위원장
- 2021년 3월~2021년 4월: 2021년 재보궐선거 국민의힘 중앙선거대책위원회 대변인
- 2020년 9월~2022년 7월: 유네스코한국위원회 위원
- 2020년 9월~현재: 국민의힘 인천광역시당 중구·강화군·옹진군 당원협의회 위원장
- 2020년 9월: 국민의힘 부동산시장 정상화 특별위원회 위원
- 2020년 9월~2021년 6월: 국민의힘 비상대책위원회 대변인
- 2020년 9월~2021년 4월: 국민의힘 원내부대표
- 2020년 7월~2020년 9월: 미래통합당 부동산시장 정상화 특별위원회 위원
- 2020년 6월~2020년 9월: 미래통합당 비상대책위원회 대변인
- 2020년 5월~2020년 9월: 미래통합당 원내부대표
- 2020년 5월~2020년 9월: 미래통합당 인천광역시당  중구·강화군·옹진군 당원협의회 위원장
- 2020년 4월 15일: 대한민국 제21대 국회의원 선거 당선(인천 중구·강화군·옹진군, 미래통합당, 초선)
- 강화 인천경제연구원 이사장
- 2013년 3월~2016년 2월: 인천항만물류협회 회장
- 2012년 3월~2020년 2월: 인하대학교 물류전문대학원 겸임교수
- 2012년 3월~2016년 2월: 우련통운 주식회사 부회장
- 2009년 4월~2011년 12월: 국회 부대변인(국회 별정직 2급상당)
- 2008년 7월~2009년 4월: 김형오 국회의장 공보비서관
- 2007년 12월~2008년 2월: 제17대 대통령직인수위원회 대변인실 상임자문위원
- 2007년 10월~2008년 7월: 한나라당 부대변인
- 2007년 10월~2008년 7월: 한나라당 인천광역시당 대변인
- 2007년 5월: 민주평화통일자문회의 자문위원회 자문위원
- 2006년 4월~2008년 7월: 외교통상부 한미, 한EU FTA 전문가 자문위원
- 2006년 2월~2008년 7월:  인천상공회의소 의원
- 2006년 2월: 한국항만경제학회 이사
- 2005년 3월~2009년 9월: 인하대학교 대학원 물류학과 박사과정 수료
- 2003년 10월: 인천 지방노동위원회 사용자 위원
- 2001년 7월~2008년: 7월 우련통운 주식회사(대표이사 역임)
- 1999년 9월~2001년 5월: 컬럼비아대학교 국제행정대학 (미국 뉴욕) 국제경제정책 과정 석사
- 1998년 2월~1999년 6월: 대통령비서실 공보수석실 행정관
- 1997년 7월~1998년 1월: 신경식·홍사덕 정무1장관실 비서관
- 1994년 3월~1997년 7월: 공군 방공포병사령부 인사행정장교
- 1990년 3월~1994년 2월: 연세대학교 사회과학대학 정치외교학과(서울) 학사

### 의정 활동
- 2020년 5월 30일~2024년 5월 29일: 제21대 국회의원(인천 중구·강화군·옹진군, 미래통합당→국민의힘, 초선)
  - 2020.07~2021.08: 제21대 국회 전반기 교육위원회 위원
  - 2020.07~2021.05: 제21대 국회 전반기 예산결산특별위원회 위원
  - 2020.07~2024.05: 대한민국 미래혁신포럼 구성의원
  - 2020.07~2024.05: 국회 미래정책연구회 구성의원
  - 2021.07~2022.05: 제21대 국회 전반기 예산결산특별위원회 위원
  - 2021.08~2022.05: 제21대 국회 전반기 기획재정위원회 위원
  - 2022.07~2024.05: 제21대 국회 후반기 기획재정위원회 위원
    - 제21대 국회 후반기 기획재정위원회 조세소위원회 위원
    - 제21대 국회 후반기 기획재정위원회 예산결산기금심사소위원회 위원

  - 2022.08~2024.05: 제21대 국회 연금개혁특별위원회 위원
  - 2023.07~2024.05: 제21대 국회 정치개혁특별위원회 위원
    - 제21대 국회 정치개혁특별위원회 법안심사제2소위원회 위원
- 2024년 5월 30일~: 제22대 국회의원(인천 중구·강화군·옹진군, 국민의힘, 재선)
  - 2024.06~2024.12: 제22대 국회 전반기 국회운영위원회 간사
    - 제22대 국회 전반기 국회운영위원회 국회운영개선소위원회 위원
    - 제22대 국회 전반기 국회운영위원회 예산결산심사소위원회 위원장

  - 2024.06~2025.05: 제22대 국회 전반기 행정안전위원회 위원
    - 제22대 국회 전반기 행정안전위원회 법안심사제1소위원회 위원

  - 접경지역 내일포럼 구성의원
  - 모빌리티포럼 연구책임의원
  - 지속 가능 성장을 위한 구조개혁 실천 포럼 구성의원
  - 2025.05~: 제22대 국회 전반기 국토교통위원회 위원
  - 2025.06~2025.07: 제22대 국회 국무총리(김민석) 임명동의에 관한 인사청문특별위원회 간사
  - 2025.06~ 제22대 국회 예산결산특별위원회 위원

## 논란
세월호 참사 당시 화물 고박을 담당하던 회사인 우련통운의 부회장이었다는 이유로 세월호 단체에 의해 낙선 대상자로 지목되었다. 이에 배 후보 측은 "우련통운 주식을 1주도 갖고 있지 않으며 경영에도 참여한 적이 없다."며 책임론을 부인하였다.

## 역대 선거 결과
|  | 30.59% |

|  | 50.28% |

|  | 54.99% |

## 소속 정당
| 소속 정당 | 소속 정당  | 소속 기간 | 비고      |
| --------- | ---------- | --------- | --------- |
|           | 한나라당   | 2007~2012 | 정계 입문 |
|           | 새누리당   | 2012~2017 | 당명 변경 |
|           | 자유한국당 | 2017~2020 | 당명 변경 |
|           | 미래통합당 | 2020      | 합당      |
|           | 국민의힘   | 2020~현재 | 당명 변경 |

## 같이 보기
- 강화군의 국회의원
- 옹진군의 국회의원
- 인천 중구의 국회의원
- 중구·강화군·옹진군